# 宮坂広作
宮坂 広作（みやさか こうさく、1931年7月20日 - 2010年10月19日）は、日本の教育学者。

## 経歴
長野県諏訪市出身。長野県諏訪清陵高等学校を経て、1954年東京大学教養学部教養学科卒業。同大学大学院教育行政学専門課程修了。教育学博士（1968年、東京大学）。
お茶の水女子大学助教授を経て、1979年東京大学教育学部教授。退官後、同大学名誉教授。山梨学院大学教授を歴任した。

## 著書

### 単著
- 『大学改革と生涯学習』（明石書店） 1997年
- 『旧制高校史の研究』（信山社） 2001年
- 『生涯学習の創造』（明石書店） 2002年
- 『生涯学習の遺産』（明石書店） 2004年
- 『消費者教育の開発』（明石書店） 2006年
- 『自己形成者の群像』（東信堂） 2007年
- 『生涯学習と自己形成』（明石書店） 2010年

### 共著
- 『社会・生涯教育文献集』（新海英行, 牧野篤, 片岡弘勝共著、日本図書センター） 1999年
- 『非「教育」の論理』（元木健, 田中萬年, 金子勝共著、明石書店） 2009年

## 参照
- 「現代物故者事典 2009～2011」（日外アソシエーツ） 2012年